# Пролетарий (газета, 1906)

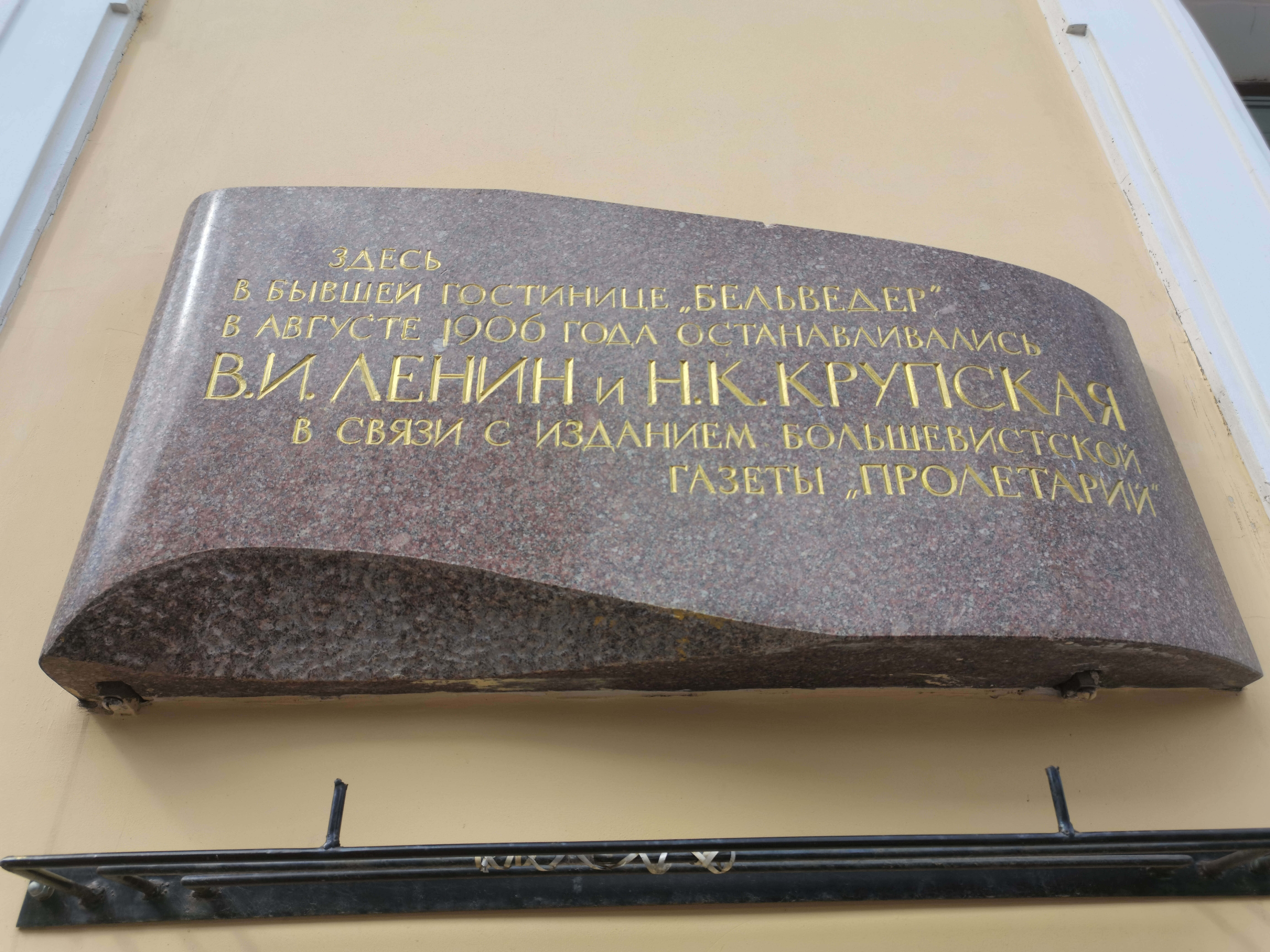
Памятная доска на здании гостиницы в Выборге, посвящённая изданию газеты

«Пролетарий», 1906 — нелегальная еженедельная газета. Выходила с 21 авг. (3 сент.) 1906 по 28 нояб. (11 дек.) 1909. Орган большевистской фракции РСДРП. Закрыта по решению Парижского пленума ЦК РСДРП.

## История
Нелегальная газета, де-факто центральный орган фракции большевиков; выходила в Выборге (№ 1-20), Женеве (№ 21-40) и Париже (№ 41-50). Подавалась как орган различных местных комитетов РСДРП:
- 1-2 — Московского и Петербургского комитетов РСДРП;
- 3-4 — Московского, Петербургского и Московского окружного комитетов РСДРП;
- 5-11 — Московского, Петербургского, Московского окружного а также Пермского и Курского комитетов РСДРП;
- 12-20 — Московского, Петербургского, Московского окружного, Пермского, Курского и Казанского комитета РСДРП;
- 21-50 — Московского и Петербургского комитетов РСДРП;

В 1906—1908 выходил 1-2 раза в месяц (номера 21-28 — еженедельно), в 1909 — нерегулярно. Тираж отдельных номеров достигал 10 тыс. экз. Зимой 1910 закрыта по решению Парижского пленума ЦК РСДРП.

## Редколлегия
Главный редактор — В. И. Ленин. В разное время в редколлегию входили: А. А. Богданов, И. П. Гольденберг, И. Ф. Дубровинский, Г. Е. Зиновьев, Л. Б. Каменев.

## Содержание
В «Пролетарии» было опубликовано более 125 статей, заметок и других документов Ленина; публиковались отчеты о деятельности ЦК РСДРП, решения конференций и пленумов ЦК, письма ЦК по различным вопросам партийной деятельности, письма и корреспонденции с мест.